# 雛鳥 (花譜の曲)
「雛鳥」（ひなどり）は、2019年3月22日にYouTube上で公開された、バーチャルシンガー花譜のオリジナル楽曲である。作詞・作曲・編曲はいずれもカンザキイオリによる。
2019年9月11日にKAMITSUBAKI RECORDからリリースされた『観測α』/『観測β』に収録されている。

## 概要
花譜のプロジェクトがスタートして最初に産まれた楽曲である。そのため、最初に公開されたオリジナル楽曲は「糸」であるが、「雛鳥」は「本当のはじまりの歌」であるとされる。「糸」と「雛鳥」はほぼ同時期にレコーディングされていた。花譜のYouTube上で公開している動画において、ナンバリングされている「#01」（2018年10月18日）および「#02」（2018年10月22日）は「雛鳥」の一節であった。
花譜は2019年2月に高校受験などのため一時活動を休止していたが、「雛鳥」は復帰以来初めて発表した楽曲である。そのため、活動再開の第一歩として公開された楽曲でもある。公開に先駆けて2019年3月20日に予告編が公開されていた。ミュージックビデオの映像制作は川サキケンジ、映像制作協力は渡邊竜実による。
別れと旅立ちの春の中に愛しさを描いたバラードナンバーである。

## 花譜の衣装と雛鳥
2018年からの花譜の最初の衣装（モデル）は「雛鳥」と題されている。これは、本楽曲「雛鳥」から「花譜＝雛鳥」をイメージし、そこから派生したものである。イラストレーターのPALOW.は花譜のプロデューサーであるPIEDPIPERから「森に住んでそうなイメージ」「ファンタジーな感じ」という注文を受けて、そこから「ほんわかしているが実は怪物的な力を持っている女の子」というコンセプトから生まれたビジュアルであった。『2nd ONE-MAN LIVE「不可解弐Q1」』ではそのマイナーチェンジ「花譜 第一形態 雛鳥-黒-」（2019年9月）が披露された。「雛鳥」という何者でもない生まれたての鳥のイメージから、現在では様々な特徴を持った飛行を得意とする鳥をモチーフとした新たなコスチュームが生み出されている。

## ライブでの演奏とリミックス
2019年12月25日にリリースされたリミックスアルバム『観測γ』には、「雛鳥 (傘村トータ Remix)」が収録されている。
2020年10月10日に開催された『花譜 2nd ONE-MAN LIVE「不可解弐Q1」』では、ヰ世界情緒とのデュエットが行われ、「雛鳥 with ヰ世界情緒（傘村トータ Remix）」が演奏された。2020年12月30日にはYouTube上でその映像が公開された。